# Yun Dae-gi
Yun Daek-gi (kor. 윤대기; ur. 22 września 1940) – południowokoreański zapaśnik walczący w stylu wolnym. Olimpijczyk z Tokio 1964, gdzie zajął dwunaste miejsce w kategorii do 63 kg.

## Letnie Igrzyska Olimpijskie 1964
| Konkurencja      | Rundy eliminacyjne | Rundy eliminacyjne       | Rundy eliminacyjne      | Klas. końcowa |
| Konkurencja      | Przeciwnik I       | Przeciwnik II            | Przeciwnik III          | Miejsce       |
| ---------------- | ------------------ | ------------------------ | ----------------------- | ------------- |
| 63 kg styl wolny | Ray Brown (AUS) Z  | Reiner Schilling (FRG) P | Ebrahim Sejfpur (IRI) P | 12.           |